# Tinh thể ngậm nước
Trong hóa học, ngậm nước hoặc kết tinh nước là nước nằm trong những tinh thể. Nước thường được kết hợp trong đội hình của các tinh thể từ các chất hòa tan. Trong một số hoàn cảnh, nước kết tinh là tổng trọng lượng nước trong một chất với nhiệt độ nhất định và hầu hết theo một tỷ lệ nhất định (cân bằng hóa học). Theo lý thuyết nước kết tinh đề cập đến các phân tử nước được tìm thấy trong những tinh thể theo khuôn khổ của một phức chất  kim loại, hay một muối, đó không phải là liên kết trực tiếp với các cation kim loại.
Khi kết tinh từ nước hoặc dung môi ẩm, nhiều chất kết hợp phân tử nước vào trong khung kết tinh phân tử. Nước được kết tinh thường có thể tách ra bằng cách nung nóng mẫu vật nhưng trong quá trình đó các tính chất liên quan đến tinh thể thường bị mất đi. Ví dụ, trong trường hợp của natri chloride, muối ngậm 2 phân tử nước là không ổn định ở nhiệt độ phòng.

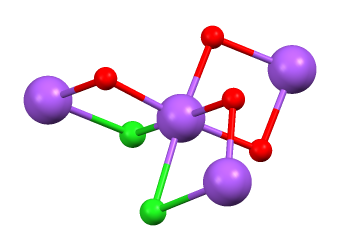
Lồng phối trí của ion Na + trong muối ngậm 2 phân tử nước của natri chloride (đỏ = oxy, tím = Na^{+}, xanh lá cây = Cl^{−}, các nguyên tử H bị bỏ qua không vẽ).

So sánh với các hợp chất vô cơ, các protein kết tinh với một lượng lớn nước trong lưới tinh thể. Hàm lượng nước 50% không phải là hiếm đối với protein.